# Richard Allan Tomlinson
Richard Allan Tomlinson, FSA (25 de abril de 1932) é um arqueólogo britânico. Nasceu em 25 de abril de 1932, filho de James Edward Tomlinson e Dorothea Mary Tomlinson. Foi educado na Escola Rei Eduardo, uma escola diurna independente para meninos em Birmingham. Ele então estudou no Colégio São João, na Universidade de Cambridge. Se graduou Bacharel em Artes (Bachelor of Arts), e foi depois promovido a mestre em Artes (Master of Arts).
Em 1957, Tomlinson serviu como um assistente no Departamento de Grego da Universidade de Edimburgo; neste mesmo ano casou-se com Heather Margaret Murphy.[carece de fontes?] No ano seguinte, juntou-se à Universidade de Birmingham como um professor adjunto (assistant lecturer). Foi promovido a professor (lecturer) em 1961 e professor sênior (senior lecturer) em 1961. Em 1970 foi eleito Memrbo da Sociedade de Antiquários de Londres. Foi nomeado Professor de História Antiga e Arqueologia em 1971. De 1988 a 1991, serviu como Chefe da Escola de Antiguidade. Desde 1995, quando deixou a universidade, tem sido Professor Emérito da Universidade de Birmingham.[carece de fontes?] De 1995 a 1996, serviu como Diretor da Escola Britânica de Atenas. Anteriormente, entre 1978 e 1991, tinha editado o Anuário da Escola. Serviu como presidente do Comitê Gestor entre 1991 e 1995.[carece de fontes?] É o atual vice-presidente, tendo sido nomeado para o posto em 2001.